# Unplugged Tour 1991
Unplugged Tour 1991 fue una gira del músico británico Paul McCartney. La gira siguió la publicación del álbum Unplugged (The Official Bootleg) (1991), un álbum en directo que McCartney grabó para el programa MTV Unplugged, y consistió en seis conciertos secretos en pequeños clubes de países europeos. 

## Fechas
| Fecha               | Ciudad           | País        | Recinto                 |
| ------------------- | ---------------- | ----------- | ----------------------- |
| Europa              |                  |             |                         |
| 8 de mayo de 1991   | Barcelona        | España      | Zeleste                 |
| 10 de mayo de 1991  | Harlesden        | Reino Unido | London Borough of Brent |
| 5 de junio de 1991  | Nápoles          | Italia      | Tendo Theater           |
| 7 de junio de 1991  | St Austell       | Reino Unido | Cornwall Coliseum       |
| 19 de julio de 1991 | Westcliff-on-Sea | Reino Unido | Cliffs Pavilion         |
| 24 de julio de 1991 | Copenhague       | Dinamarca   | Falkoner Theatret       |